# HORISEN
HORISEN és una casa de programari tecnològic amb més de dues dècades d'experiència pràctica en tecnologia de missatgeria. Dedicada al desenvolupament de solucions de última generació per a clients, la tecnologia de HORISEN cobreix tota la cadena de valor de missatgeria, tant per a negocis de missatgeria per a majoristes com per a detallistes. Amb la seva plataforma de missatgeria, Business Messenger, la seva plataforma SS7 i el servei MNP, HORISEN ofereix una potent varietat de solucions tecnològiques de missatgeria com a única botiga per gestionar el negoci de missatgeria des d'un sol punt. La seu central es troba a Rorschach, Suïssa.

## Història
HORISEN va ser establerta el 2001. Com a part de HORISEN AG, Horisen Messaging ha desenvolupat una posició forta al mercat suís i va ser un dels principals proveïdors de missatgeria mòbil a Suïssa amb una àmplia presència que oferia serveis a més de 175 països arreu del món. El 2017, l'empresa va vendre el 100% de la part de missatgeria del negoci (Horisen Messaging) a la companyia de telecomunicacions LINK Mobility Group i va reduir els serveis d'una agència de màrqueting per centrar-se al 100% en el desenvolupament de programari en el camp de la tecnologia de missatgeria.
L'empresa ha estat guardonada durant sis anys consecutius com a millor "Solució al detall" de la plataforma SMS "Solució al majorista", quatre vegades com a millor "Solució al detall" global de la plataforma SMS, així com la millor solució de programari i aplicació des del 2017.
El 2021, HORISEN va començar una cooperació amb Cellusys, un proveïdor mundial de tecnologia de tallafoc basada en senyals, per millorar el nivell de seguretat i el procés de control actiu.
HORISEN es va fusionar amb Odine Solutions per iniciar una associació estratègica per als serveis de SMS i veu el 2022.
L'empresa és membre de l'Associació GSM.